# توم كارول (لاعب كرة قاعدة)
توم كارول (بالإنجليزية: Tom Carroll)‏ هو لاعب كرة قاعدة أمريكي، ولد في 5 نوفمبر 1952 في أوريسكاني في الولايات المتحدة.

## وصلات خارجية
- توم كارول على موقع دوري كرة القاعدة الرئيسي (الإنجليزية)
- توم كارول على موقعبيزبول رفرنس.كوم (الدوري الرئيسي) (الإنجليزية)
- توم كارول على موقعبيزبول رفرنس.كوم (الدوري الثانوي) (الإنجليزية)
- توم كارول على موقع إي إس بي إن.كوم (أم.أل.بي) (الإنجليزية)
- توم كارول على موقع مشجعي الرسوم البيانية (الإنجليزية)